# Premier Division (Gibilterra)
La Premier Division è stata la principale competizione calcistica di Gibilterra organizzata dalla Federazione calcistica di Gibilterra tra il 1905 e il 2019, quando è stata istituita la National League.

## Albo d'oro
- 1895-96  Gibraltar
- 1896-97  Jubilee
- 1897-98  Jubilee
- 1898-99  Albion
- 1899-00  Exiles
- 1900-01  Prince of Wales
- 1901-02  Exiles
- 1902-03  Prince of Wales
- 1903-04  Prince of Wales
- 1904-05  Athletic
- 1905-06  Prince of Wales
- 1906-07 (non disputata)
- 1907-08  Britannia XI
- 1908-09  Prince of Wales
- 1909-10  South United
- 1910-11  South United
- 1911-12  Britannia XI
- 1912-13  Britannia XI
- 1913-14  Prince of Wales
- 1914-15  Royal Sovereign
- 1915-16 (non disputata)
- 1916-17  Prince of Wales
- 1917-18  Britannia XI
- 1918-19  Prince of Wales
- 1919-20  Britannia XI
- 1920-21  Prince of Wales
- 1921-22  Prince of Wales
- 1922-23  Prince of Wales
- 1923-24  Gibraltar
- 1924-25  Prince of Wales
- 1925-26  Prince of Wales
- 1926-27  Prince of Wales
- 1927-28  Prince of Wales
- 1928-29  Europa FC
- 1929-30  Europa FC
- 1930-31  Prince of Wales
- 1931-32  Europa FC
- 1932-33  Europa FC
- 1933-34  Commander of the Yard
- 1934-35  Chief Construction
- 1935-36  Chief Construction
- 1936-37  Britannia XI
- 1937-38  Europa FC
- 1938-39  Prince of Wales
- 1939-40  Prince of Wales
- 1940-41  Britannia XI
- 1942-1945 non disputato
- 1946-47  Gibraltar Utd
- 1947-48  Gibraltar Utd
- 1948-49  Gibraltar Utd
- 1949-50  Gibraltar Utd
- 1950-51  Gibraltar Utd
- 1951-52  Europa FC
- 1952-53  Prince of Wales
- 1953-54  Gibraltar Utd
- 1954-55  Britannia XI
- 1955-56  Britannia XI
- 1956-57  Britannia XI
- 1957-58  Britannia XI
- 1958-59  Britannia XI
- 1959-60  Gibraltar Utd
- 1960-61  Britannia XI
- 1961-62  Gibraltar Utd
- 1962-63  Britannia XI
- 1963-64  Gibraltar Utd
- 1964-65  Gibraltar Utd
- 1965-66  Glacis United
- 1966-67  Glacis United
- 1967-68  Glacis United
- 1968-69  Glacis United
- 1969-70  Glacis United
- 1970-71  Glacis United
- 1971-72  Glacis United
- 1972-73  Glacis United
- 1973-74  Glacis United
- 1974-75  Manchester 62
- 1975-76  Glacis United
- 1976-77  Manchester 62
- 1977-78 non disputato
- 1978-79  Manchester 62
- 1979-80  Manchester 62
- 1980-81  Glacis United
- 1981-82  Glacis United
- 1982-83  Glacis United
- 1983-84  Manchester 62
- 1984-85  Glacis United/ Lincoln FC[1]
- 1985-86  Lincoln FC
- 1986-87  St Theresas
- 1987-88  St Theresas
- 1988-89  Glacis United
- 1989-90  Lincoln FC
- 1990-91  Lincoln FC
- 1991-92  Lincoln FC
- 1992-93  Lincoln FC
- 1993-94  Lincoln FC
- 1994-95  Manchester 62
- 1995-96  St Joseph's
- 1996-97  Glacis United
- 1997-98  St Theresas
- 1998-99  Manchester 62
- 1999-00  Glacis United
- 2000-01  Lincoln ABG
- 2001-02  Gibraltar Utd
- 2002-03  Lincoln ABG
- 2003-04  Newcastle
- 2004-05  Newcastle
- 2005-06  Newcastle
- 2006-07  Newcastle
- 2007-08  Lincoln FC
- 2008-09  Lincoln FC
- 2009-10  Lincoln FC
- 2010-11  Lincoln FC
- 2011-12  Lincoln FC
- 2012-13  Lincoln FC
- 2013-14  Lincoln FC
- 2014-15  Lincoln Red Imps
- 2015-16  Lincoln Red Imps
- 2016-17  Europa FC
- 2017-18  Lincoln Red Imps
- 2018-19  Lincoln Red Imps
- 2019-20  Europa FC
- 2020-21  Lincoln Red Imps
- 2021-22  Lincoln Red Imps
- 2022-23  Lincoln Red Imps

## Vittorie per squadra
| Club                  | Vittorie | Stagioni |
| --------------------- | -------- | --- |
| Lincoln Red Imps      | 27       | 1985, 1986, 1990, 1991, 1992, 1993, 1994, 2001, 2003, 2004, 2005, 2006, 2007, 2008, 2009, 2010, 2011, 2012, 2013, 2014, 2015, 2016, 2018, 2019, 2021, 2022, 2023 |
| Prince of Wales       | 19       | 1901, 1903, 1904, 1906, 1909, 1914, 1917, 1919, 1921, 1922, 1923, 1925, 1926, 1927, 1928, 1931, 1939, 1940, 1953                                                 |
| Glacis United         | 17       | 1966, 1967, 1968, 1969, 1970, 1971, 1972, 1973, 1974, 1976, 1981, 1982, 1983, 1985, 1989, 1997, 2000                                                             |
| Britannia XI          | 14       | 1908, 1912, 1913, 1918, 1920, 1937, 1941, 1955, 1956, 1957, 1958, 1959, 1961, 1963                                                                               |
| Gibraltar Utd         | 11       | 1947, 1948, 1949, 1950, 1951, 1954, 1960, 1962, 1964, 1965, 2002                                                                                                 |
| Europa FC             | 8        | 1929, 1930, 1932, 1933, 1938, 1952, 2017, 2020 |
| Manchester 62         | 7        | 1975, 1977, 1979, 1980, 1984, 1995, 1999 |
| St Theresas           | 3        | 1987, 1988, 1998 |
| Gibraltar             | 2        | 1896, 1924 |
| Jubilee               | 2        | 1897, 1898 |
| Exiles                | 2        | 1900, 1902 |
| South United          | 2        | 1910, 1911 |
| Chief Construction    | 2        | 1935, 1936 |
| Albion                | 1        | 1899 |
| Athletic              | 1        | 1905 |
| Royal Sovereign       | 1        | 1915 |
| Commander of the Yard | 1        | 1934 |
| St Joseph's           | 1        | 1996 |